# Деббі Фергюсон-Маккензі
Деббі Фергюсон-Маккензі (англ. Debbie Ferguson-McKenzie; нар. 16 січня 1976) — багамська легкоатлетка, що спеціалізується на спринті, олімпійська чемпіонка 2000 року, срібна призерка Олімпійських ігор 1996 року, бронзова призерка Олімпійських ігор 2004 року, дворазова чемпіонка світу.

## Кар'єра
| Рік                           | Змагання                      | Місто                         | Місце                         | Дисципліна                    | Примітки                      |
| Представник Багамські Острови | Представник Багамські Острови | Представник Багамські Острови | Представник Багамські Острови | Представник Багамські Острови | Представник Багамські Острови |
| ----------------------------- | ----------------------------- | ----------------------------- | ----------------------------- | ----------------------------- | ----------------------------- |
| 1995                          | Чемпіонат світу               | Гетеборг, Швеція              | 6 (забіги)                    | біг на 200 метрів             | 23.33                         |
| 1995                          | Чемпіонат світу               | Гетеборг, Швеція              | 4                             | естафета 4×100 метрів         | 43.14                         |
| 1996                          | Олімпійські ігри              | Атланта, США                  | 7 (півфінал)                  | біг на 100 метрів             | 11.28                         |
| 1996                          | Олімпійські ігри              | Атланта, США                  | 2                             | естафета 4×100 метрів         | 42.14                         |
| 1997                          | Чемпіонат світу               | Афіни, Греція                 | 7 (півфінал                   | біг на 100 метрів             | 11.39                         |
| 1997                          | Чемпіонат світу               | Афіни, Греція                 | 6                             | естафета 4×100 метрів         | 42.77                         |
| 1999                          | Чемпіонат світу               | Севілья, Іспанія              | 5 (півфінал)                  | біг на 100 метрів             | 11.12                         |
| 1999                          | Чемпіонат світу               | Севілья, Іспанія              | 5                             | біг на 200 метрів             | 22.28                         |
| 1999                          | Чемпіонат світу               | Севілья, Іспанія              | 1                             | естафета 4×100 метрів         | 41.92                         |
| 2000                          | Олімпійські ігри              | Сідней, Австралія             | 7                             | біг на 100 метрів             | 11.29                         |
| 2000                          | Олімпійські ігри              | Сідней, Австралія             | 4                             | біг на 200 метрів             | 22.37                         |
| 2000                          | Олімпійські ігри              | Сідней, Австралія             | 1                             | естафета 4×100 метрів         | 41.95                         |
| 2001                          | Чемпіонат світу               | Едмонтон, Канада              | 5                             | біг на 100 метрів             | 11.13                         |
| 2001                          | Чемпіонат світу               | Едмонтон, Канада              | 1                             | біг на 200 метрів             | 22.52                         |
| 2003                          | Чемпіонат світу               | Париж, Франція                | 5 (півфінал)                  | біг на 100 метрів             | 11.27                         |
| 2003                          | Чемпіонат світу               | Париж, Франція                | 4 (чвертьфінал)               | біг на 200 метрів             | 22.98                         |
| 2003                          | Чемпіонат світу               | Париж, Франція                | 3 (забіги)                    | естафета 4×100 метрів         | 43.64                         |
| 2004                          | Чемпіонат світу в приміщенні  | Будапешт, Угорщина            | 4 (півфінал)                  | біг на 60 метрів              | 7.32                          |
| 2004                          | Олімпійські ігри              | Афіни, Греція                 | 7                             | біг на 100 метрів             | 11.16                         |
| 2004                          | Олімпійські ігри              | Афіни, Греція                 | 3                             | біг на 200 метрів             | 22.30                         |
| 2004                          | Олімпійські ігри              | Афіни, Греція                 | 4                             | естафета 4×100 метрів         | 42.69                         |
| 2007                          | Чемпіонат світу               | Токіо, Японія                 | 8 (півфінал)                  | біг на 100 метрів             | 11.25                         |
| 2007                          | Чемпіонат світу               | Токіо, Японія                 | 7 (півфінал)                  | біг на 200 метрів             | 23.27                         |
| 2008                          | Олімпійські ігри              | Пекін, Китай                  | 7                             | біг на 100 метрів             | 11.19                         |
| 2008                          | Олімпійські ігри              | Пекін, Китай                  | 7                             | біг на 200 метрів             | 22.61                         |
| 2009                          | Чемпіонат світу               | Берлін, Німеччина             | 6                             | біг на 100 метрів             | 11.05                         |
| 2009                          | Чемпіонат світу               | Берлін, Німеччина             | 3                             | біг на 200 метрів             | 22.41                         |
| 2009                          | Чемпіонат світу               | Берлін, Німеччина             | 2                             | естафета 4×100 метрів         | 42.29                         |
| 2011                          | Чемпіонат світу               | Тегу, Південна Корея          | 6                             | біг на 200 метрів             | 22.96                         |
| 2011                          | Чемпіонат світу               | Тегу, Південна Корея          | 6 (забіги)                    | естафета 4×100 метрів         | 50.62                         |
| 2012                          | Олімпійські ігри              | Лондон, Велика Британія       | 4 (забіги)                    | біг на 100 метрів             | 11.32                         |
| 2012                          | Олімпійські ігри              | Лондон, Велика Британія       | 6 (забіги)                    | біг на 200 метрів             | 23.49                         |
| 2013                          | Чемпіонат світу               | Москва, Росія                 | —                             | естафета 4×100 метрів         | DSQ                           |